# Wiesława Sós (album)
Wiesława Sós – album Wiesławy Sós wydany w 1989 roku nakładem wytwórni Wifon. Był to debiutancki i jedyny album w dorobku piosenkarki. Muzykę do utworów napisali m.in. Antoni Kopff i Seweryn Krajewski, a dwa utwory skomponowała sama Wiesława Sós. Teksty napisali m.in. Justyna Holm, Zbigniew Książek i Wojciech Młynarski. Krążek poprzedzony był programem telewizyjnym Piosenki na przetrwanie, złożonym z teledysków artystki, wyemitowanym w grudniu 1988. Do płyty dołączony był plakat.

## Lista utworów
Opracowano na podstawie materiału źródłowego.
Strona A:
1. "Mój ty królewiczu" - 3:40
2. "Kantylena na dwa" - 3:45
3. "Owad" - 4:15
4. "Gdzie jasna czeka dal" - 5:30
5. "Ja nie znam pana" - 3:25

Strona B:
1. "Jutro będę daleko" - 4:00
2. "Zrób to ze mną" - 3:40
3. "Piosenka na przetrwanie" - 4:20
4. "Replay" - 3:55
5. "Prawdziwa baśń" - 4:40